# Osservatorio per la Comunicazione Digitale

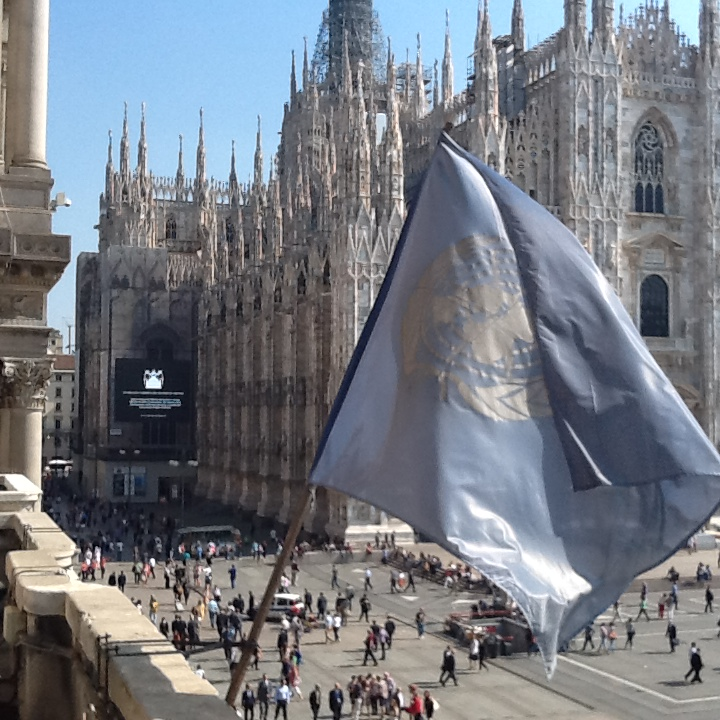
Veduta dalla prima sede di OCCAM - Osservatorio per la Comunicazione Digitale, su Piazza Duomo, Milano con bandiera UNESCO.

L'Osservatorio sulla comunicazione culturale e digitale (OCCAM), istituito nel 1996 dall’UNESCO a Milano, è nato come Osservatorio per la Comunicazione Culturale e Audiovisiva nel Mediterraneo e nel Mondo.
Dal 2003 è associato al Department of Global Communication (UNDGC) delle Nazioni Unite e nel 2005 ha ricevuto lo Status Consultativo Speciale presso il Consiglio Sociale ed Economico (ECOSOC) dell’ONU; dal 2006 OCCAM è leader della Community of Expertise “E-service for development” all’interno della Global Alliance for Information and Communications Technologies and Development (UN – GAID).
L’Osservatorio è presieduto dall'Arch. Pierpaolo Saporito.
OCCAM nasce con la missione di cercare strumenti per contrastare la povertà utilizzando le nuove tecnologie e favorire azioni di sviluppo sostenibile nei Least Developed Countries (LDCs) e opera a sostegno delle strategie ONU per il raggiungimento degli Obiettivi Sostenibili dello Sviluppo (SDGs), già Obbiettivi di Sviluppo del Millennio (MDGs, 2000-2015).

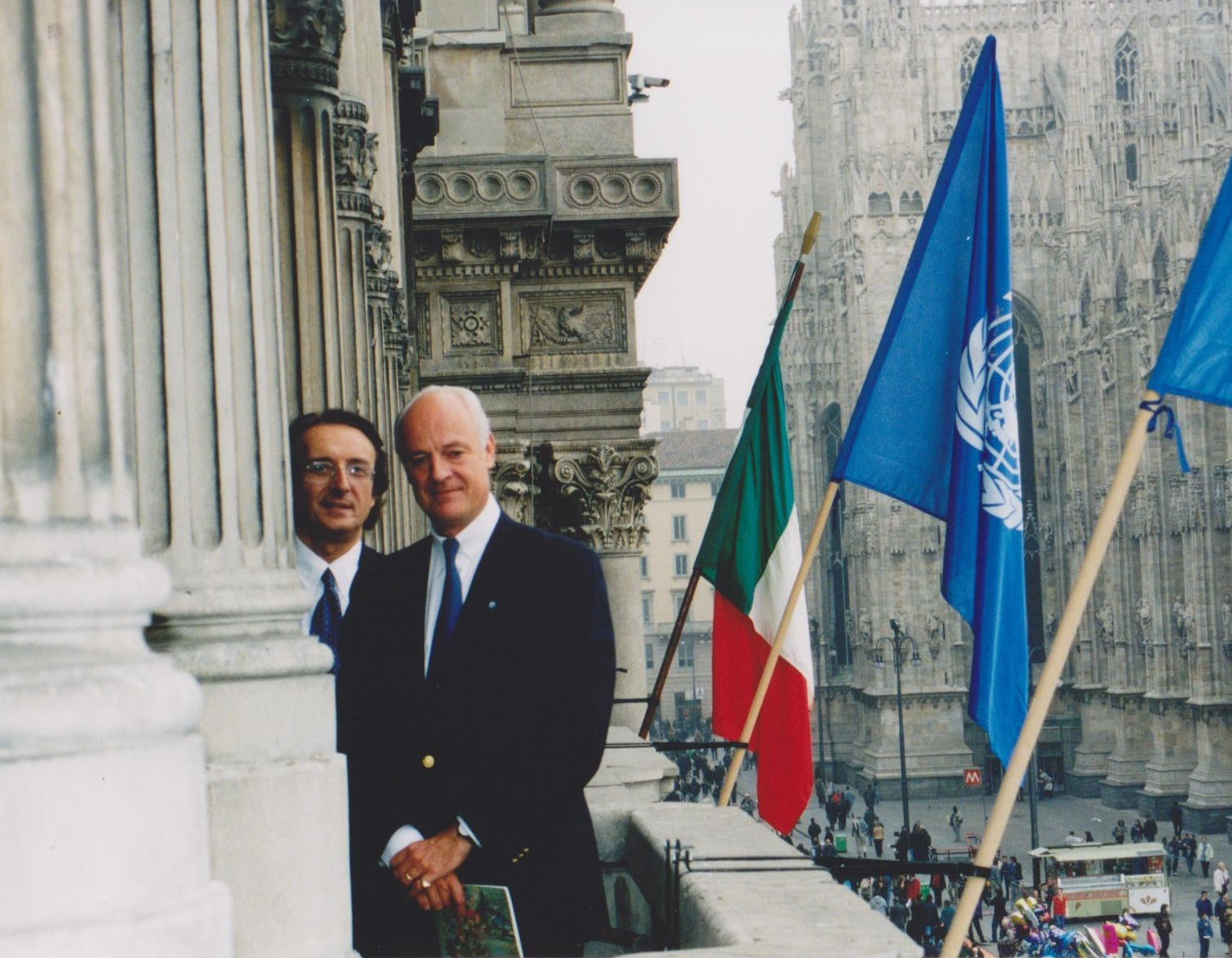
Il presidente di OCCAM - Osservatorio per la Comunicazione Digitale assieme a Staffan de Mistura, presso la prima sede dell'Osservatorio in Piazza Duomo a Milano, in occasione della Festa delle Nazioni Unite.

L’Osservatorio compie studi e ricerche e gestisce due iniziative:
- l’Infopoverty World Conference organizzata da OCCAM annualmente dal 2001 nel Palazzo ONU di New York.
- l’Infopoverty Programme che realizza i suggerimenti operativi emersi dalla conferenza.

Nel 2004 è nato l'Infopoverty Institute presso l'Università dell'Oklahoma.

## Infopoverty World Conference

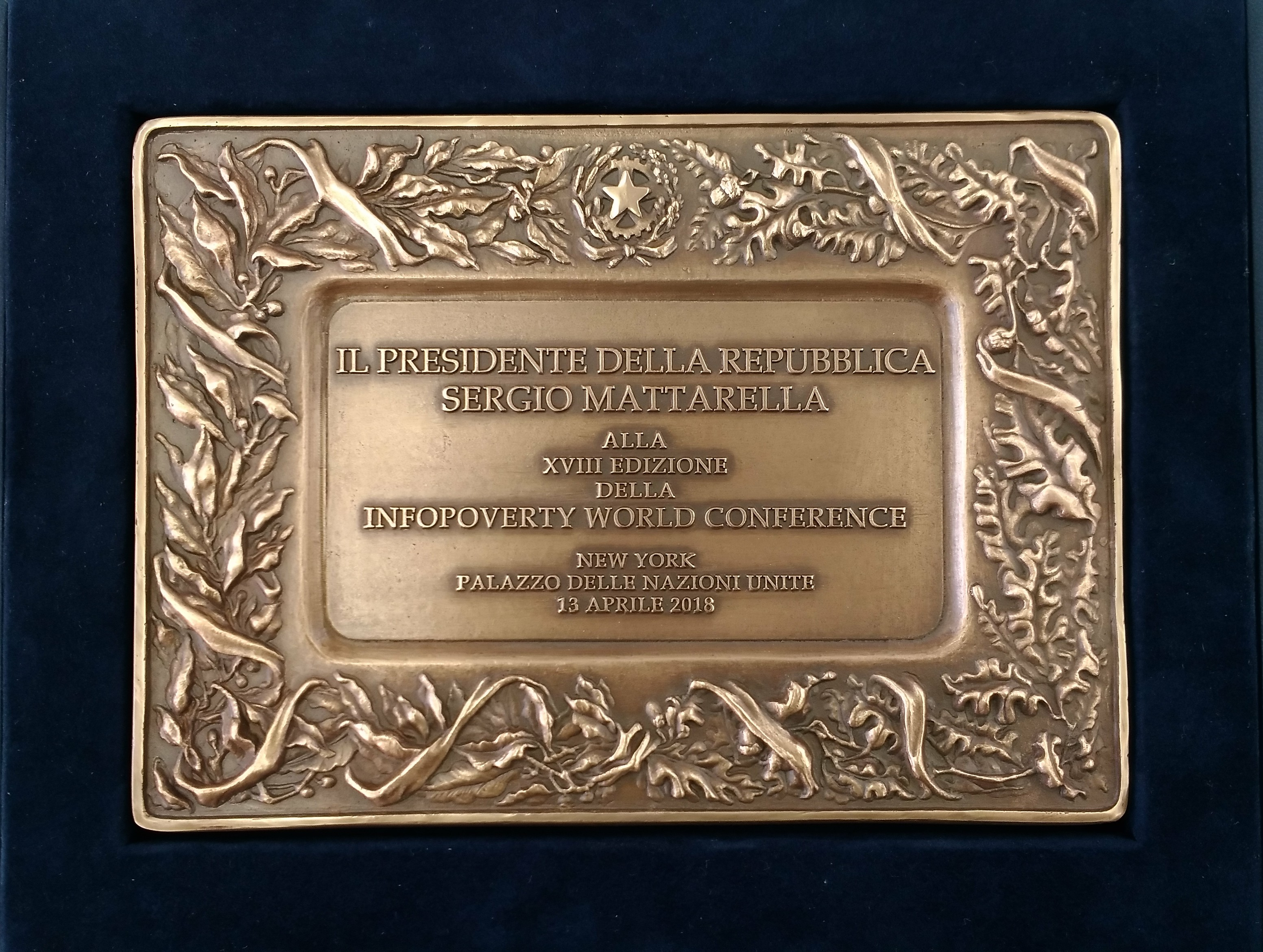
Targa conferita dal Presidente della Repubblica Italiana Sergio Mattarella alla 18ª Edizione della Infopoverty World Conference del 13 aprile 2018, tenutasi presso il Palazzo delle Nazioni Unite a New York.

L'Infopoverty World Conference è nata nel 2001. 
La conferenza si tiene annualmente al Palazzo di Vetro di New York.
Nel 2002 dalla Conferenza nasce l’Infopoverty Programme.
Le conferenze negli anni sono state organizzate in partenariato con il Parlamento Europeo, Ufficio di Milano, e hanno ricevuto l’alto Patronato del Presidente della Repubblica, il patrocinio della Presidenza del Consiglio dei Ministri e di altre Istituzioni nazionali e internazionali.
Elenco completo delle 18 edizioni della conferenza:
- I Infopoverty, 2001 Possible solutions[12]
- II Infopoverty, 2002 From possible solutions to actions
- III Infopoverty, 2003 New tools & best practices for development. The role of ICTs in reaching the MDGs IV Infopoverty, 2004 New frontiers of the ICTs: services for development

- V Infopoverty, 2005 Actors and strategies for sevelopment digital technology to fight poverty[13]
- VI Infopoverty, 2006 Fighting poverty to create prosperity for all[14]
- VII Infopoverty, 2007 Harnessing the use of ICTs toward the Millennium Development Goals[15][16]
- VIII Infopoverty, 2008 Low coast – Smart technologies to fight poverty and save the planet[17][18]
- IX Infopoverty, 2009 ICT’S Good use, abuse, refuse towards the Millennium Development Goals[4]
- X Infopoverty, 2010 How the digital revolution can defeat poverty and achieve the Lisbon and Millennium Development Goals[19][20]

- XI Infopoverty, 2011 e-Services: the new paradigm for development and the achievement of the MDGs[21][22]
- XII Infopoverty, 2012 Who drives the digital revolution? Development through innovation[23][24][25]
- XIII Infopoverty, 2013 ICT – Innovations for nation building and the empowerment of people[26][27][28]La 23ª Infopoverty World Conferenza, svoltasi alle Nazioni Unite di New York il 12 aprile 2024

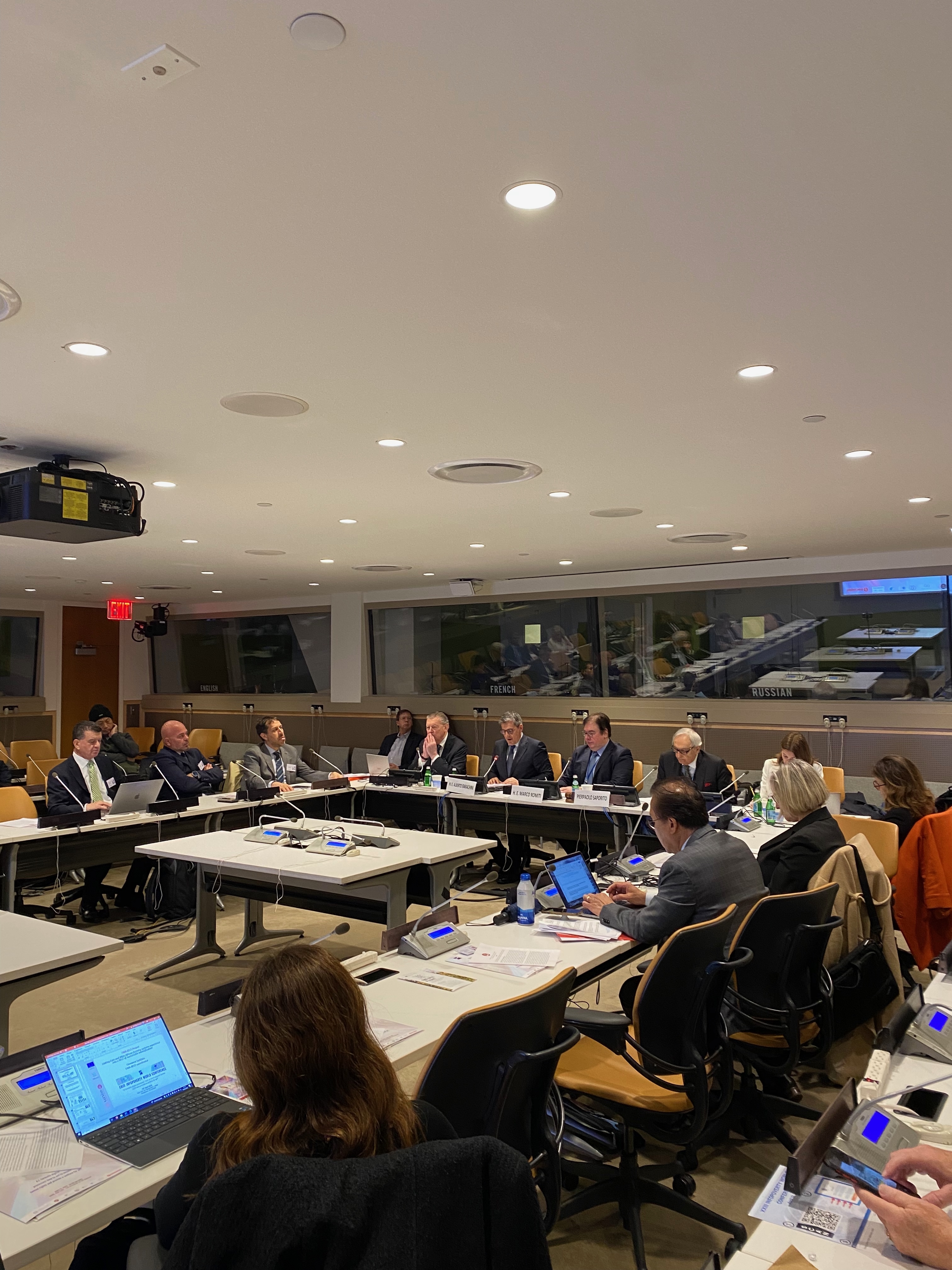
La 23ª Infopoverty World Conferenza, svoltasi alle Nazioni Unite di New York il 12 aprile 2024

- XIV Infopoverty, 2014 How the digital innovations can accelerate the achievement of the Millennium Development Goals and help the Sustainable Development goals[29][30][31][32][33]
- XV Infopoverty, 2015 Next Sustainable Development Goals: the challenge before the Digital Era[34][35][36][37]
- XVI Infopoverty, 2016 ICTs as the tools for everyone to achieve dignity and freedom[38][39]
- XVII Infopoverty, 2017 Transfering knowledge and adequate technologies: the way to combat poverty and make the world safer[40][41]
- XVIII Infopoverty, 2018 Collective creativity and digital innovation: Forging inclusive partnership to sustain peace and development[42][43]
- XIX Infopoverty, 2019 How smart cities can fight poverty eliminating slums and promoting smart villages for rural development[44][45][46]
- XX Infopoverty, 2020 Towards the Digital Society Inspired by SDGs[47][48][49]
- XXI Infopoverty, 2021 How to build a more inclusive and fairer society?[49][50][51]
- XXII Infopoverty, 2022 The Digital Citizen: Duties and Rights to Build a Fairer Future Society[52][53]
- XXIII Infopoverty 2024 AI turmoils digital process: how to act to ensure human rights and provide e-welfare for all?[54][55][56]
- XXIV Infopoverty 2025 How could AI fight poverty, creating well-being for all?"[57][58][59]

### Infopoverty seminars
OCCAM ha tenuto seminari di approfondimento al Palais des Nations di Ginevra.
Nel 2003 il seminario si è tenuto a Ginevra in occasione della prima fase del WSIS (World Summit on the Information Society) e nel 2005 nella fase successiva del WSIS a Tunisi.

## Infopoverty Programme
L’infopoverty Programme, si occupa dell'attuazione delle relative risoluzioni.

### ICT Village
Il progetto ICT Village nasce con lo scopo di fornire tecnologie e servizi alle comunità più disagiate per metterle in grado di promuovere il proprio sviluppo.
Il modello ICT Village, sviluppato e lanciato da OCCAM ha avuto risonanza influenzando diversi livelli della società: il modello è stato citato anche dall' USSTRATCOM Global Innovation and Strategy Center,  in uno dei suoi documenti concernenti la Village Infrastructure Kit-Alpha (VIKA).
Il primo villaggio ICT è stato realizzato nel 1999 in Honduras, colpito dal devastante uragano Mitch.  Con il sostegno del Ministero di Scienza e Tecnologia (COHCIT) e della locale Università (UCyT) e le principali organizzazioni internazionali, come UNESCO, IADB, FAO, WB, HonduTel è stato possibile attuare due progetti inizialmente denominati Solar Village, nelle comunità di San Ramon e San Francisco de Lempira.
Il modello viene proposto al Governo della Tunisia per una sperimentazione nel villaggio di Borji Ettouil in occasione del Summit WSIS del novembre 2003.

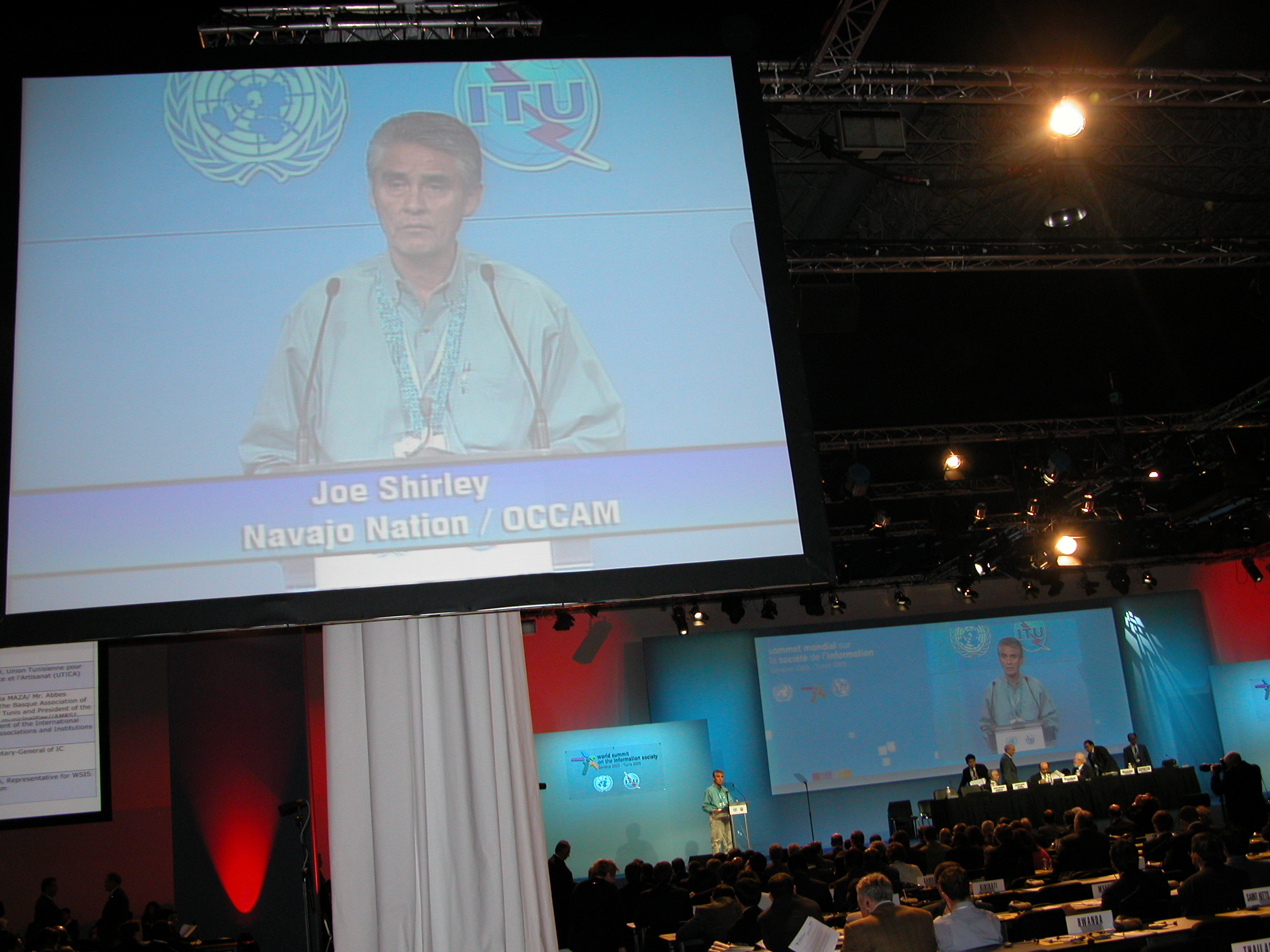
John Shirley, presidente Navajo Nation, al WSIS di Tunisi, 2005. Annuncio della nascita del Navajo Nation Portal.

Il progetto Navajo Nation Portal vede la creazione di centri di accesso e formazione; è stato annunciato nel 2005 durante l’intervento al WSIS di Tunisi di John Shirley, presidente della Navajo Nation cofirmatario del Memorandum d’intesa con l’ITU e OCCAM, per lo sviluppo digitale delle popolazioni indigene.
Nel 2006 Jeffrey Sachs, direttore del Millennium Project delle Nazioni Unite e Special Advisor del Segretario Generale Kofi Annan, proclama Sambaina 2006 UN Millennium Village. Sia l'UNDP, che la Millennium Challenge Corporation USA, vareranno programmi di sostegno del villaggio.
Nel 2005 è nato il progetto Ville Village per favorire la collaborazione diretta tra comunità nei Paesi in via di sviluppo e città nei Paesi avanzati.

### eMedMed
L’obiettivo del progetto è quello di migliorare le condizioni di salute all’interno dei paesi del Sud del Mediterraneo (Tunisia, Marocco, Libia ed Egitto) e di favorire una più capillare ed efficiente diffusione del servizio sanitario.
Il sistema integra le risorse degli ospedali e centri d’assistenza del territorio e i dati raccolti sul campo (diagnostica per immagini, cartelle cliniche, anagrafica paziente, consulti, formazione etc) mediante la rete.
Il progetto è stato validato in sede ONU nel 2015 alla XV Infopoverty World Conference.

### World Food&Health Security e-Center
Il Centro Mondiale di Servizi Digitali si inserisce tra le iniziative OCCAM volte a conseguire gli Obiettivi di Sviluppo Sostenibile (SDG) delle Nazioni Unite, attraverso la fornitura di competenze e servizi digitali a comunità e istituzioni dei Paesi più bisognosi.

## La struttura operativa di OCCAM
L'Osservatorio è organizzato su 5 linee:
1. Osservatorio sulle fenomeniche della rivoluzione digitale;
2. Ricerche e sperimentazioni, sulle innovazioni ICT social oriented;
3. Infopoverty conference, che organizza l’annuale IWC a NY;
4. Infopoverty Programme per il monitoraggio e la gestione con progetti avviati;
5. Comunicazione e segretariato.

L’osservatorio ha due rappresentanze presso l'ONU, una a New York e una a Ginevra e un responsabile internazionale delle Relazioni Istituzionali.